# Pove del Grappa
Pove del Grappa là một đô thị tại tỉnh Vicenza ở vùng Veneto, Ý.
Đô thị này có diện tích 9,84 km2, dân số là 3096 người (thời điểm 31 tháng 12 năm 2008)